# Cosmarium obliquum
Cosmarium obliquum  là một loài Song tinh tảo trong họ Desmidiaceae, thuộc chi Cosmarium.